# チヴィテッラ・パガーニコ
チヴィテッラ・パガーニコ（伊: Civitella Paganico）は、イタリア共和国トスカーナ州グロッセート県にある、人口約2,900人の基礎自治体（コムーネ）。

## 地理

### 位置・広がり
フィレンツェの約83㎞南、オンブローネ川の谷にあるグロッセートの32㎞北北東に位置する。

#### 隣接コムーネ
隣接するコムーネは以下の通り。括弧内のSIはシエーナ県所属を示す。
- カンパニャーティコ
- チニジャーノ
- モンタルチーノ (SI)
- モンティチャーノ (SI)
- ムルロ (SI)
- ロッカストラーダ

### 気候分類・地震分類
チヴィテッラ・パガーニコにおけるイタリアの気候分類 (it) および度日は、zona D, 1979 GGである。
また、イタリアの地震リスク階級 (it) では、zona 3 (sismicità bassa) に分類される。

## 行政

### 分離集落
チヴィテッラ・パガーニコには以下の分離集落（フラツィオーネ）がある。
- Casale di Pari, Casenovole, Civitella Marittima (sede comunale), Dogana, Monte Antico, Paganico, Pari, Petriolo